# Lesaka
Lesaka – gmina w Hiszpanii, w Nawarze, o powierzchni 54,7 km². W 2011 roku gmina liczyła 2807 mieszkańców.